# Enrique Wong
Enrique Wong Pujada (Lima, 26 giugno 1941 – Callao, 13 luglio 2024) è stato un politico peruviano.

## Biografia
Enrique Wong, di origini cinesi, nacque a Lima il 26 giugno 1941. Studiò medicina presso l'Istituto politecnico nazionale, in Messico, conseguendo il titolo di chirurgo all'Università peruviana Cayetano Heredia.
Successivamente, tra il 2003 e il 2009, lavorò in alcune cliniche nel distretto di San Martín de Porres.

### Carriera politica
Entrato in politica, aderì al Partito Aprista Peruviano. Nel 1980 ottenne il suo primo incarico pubblico, ricoprendo il ruolo di sindaco del distretto di Callao per il periodo 1981-1983.
In occasione delle elezioni parlamentari del 1985, si candidò come deputato in rappresentanza della città di Callao, acquisendo quindi il seggio. Rimase in questa carica fino al 1985, anno della fine della legislatura. Nello stesso anno corse alle elezioni locali del distretto di Bellavista, non riuscendo ad essere confermato. A causa di questa sconfitta, uscì dall'APRA.
Nel 1998 aderì al partito Vamos Vecino, movimento vicino al presidente Alberto Fujimori. Con questo venne eletto sindaco del distretto di San Martín de Porres.
Nel 2004 si unì al partito Justicia Nacional col quale provò anche ad essere eletto congressista, senza successo. Nel 2010 si candidò alle elezioni per eleggere il sindaco di Callao, ma venne sconfitto da Juan Sotomayor.
Nel 2011 entrò all'interno del partito Perú Más guidato dall'ex primo ministro Pedro Pablo Kuczynski e, in occasione delle elezioni generali dello stesso anno, cercò con questo anche un posto in Parlamento. Venne eletto per il periodo 2011-2016.
Nel luglio 2013 comunicò la sua uscita dall'Alleanza per il Grande Cambio (alleanza politica di cui il suo partito faceva parte) per entrare invece all'interno dell'Alleanza di Solidarietà Nazionale (comprendente il PSN, l'UPP e Cambio 90). Con quest'ultima Enrique Wong espresse interesse nel candidarsi nuovamente alle elezioni del 2016, ma l'alleanza ritirò la sua candidatura.
L'anno dopo Enrique Wong fondò, assieme al politico José Luna Gálvez, il partito Podemos Perú, divenendone anche segretario generale fino al 2022. Si candidò quindi alle elezioni parlamentari del 2020 come congressista ma non riuscì ad ottenere il seggio.
L'anno dopo riprovò a candidarsi in Parlamento e venne eletto. Il 26 luglio, giorno di entrata ufficiale dell'incarico, venne nominato secondo vicepresidente del Congresso per la durata di un anno.
Il 30 marzo 2023 Enrique Wong venne sospeso dal Parlamento per un periodo di 120 giorni per presunto clientelismo.

### Morte
Il 13 luglio 2024 Enrique Wong morì nella sua casa di Callao, all'età di 83 anni, a causa di un tumore del pancreas. Diversi politici, tra i quali il presidente del Consiglio dei ministri Gustavo Adrianzén, gli resero omaggio. La politica Ariana Orué Medina prese il suo posto in Parlamento.